# Henry Lambert
Pour les articles homonymes, voir Henri Lambert et Lambert.
Henry Lambert (mort le 4 janvier 1813) est un officier britannique de la Royal Navy durant les guerres de la Révolution française, les guerres napoléoniennes et la guerre de 1812. Durant sa carrière, Lambert servit sur plusieurs navires et participa à plusieurs affrontements, dont la bataille de Grand Port en 1810, sous le commandement de Josias Rowley. Il est cependant plus connu pour avoir été le capitaine de la frégate HMS Java lorsqu'elle fut capturée au milieu de l'Atlantique par l'USS Constitution le 29 décembre 1812. Il fut mortellement blessé durant la bataille et mourut sept jours plus tard à Salvador, au Brésil.